# Heterothrips lyoniae
Heterothrips lyoniae är en insektsart som beskrevs av Ian A. Hood 1916. Heterothrips lyoniae ingår i släktet Heterothrips och familjen Heterothripidae. Inga underarter finns listade i Catalogue of Life.